# Щепоциці-Жондові
Щепоциці-Жондові (пол. Szczepocice Rządowe) — село в Польщі, у гміні Радомсько Радомщанського повіту Лодзинського воєводства.
Населення — 290 осіб (2011).
У 1975-1998 роках село належало до Пйотрковського воєводства.

## Демографія
Демографічна структура станом на 31 березня 2011 року:
|          | Загалом | Допрацездатний вік | Працездатний вік | Постпрацездатний вік |
| -------- | ------- | ------------------ | ---------------- | -------------------- |
| Чоловіки | 145     | 26                 | 98               | 21                   |
| Жінки    | 145     | 24                 | 92               | 29                   |
| Разом    | 290     | 50                 | 190              | 50                   |